# سیبنیتسا (کرایوو)
سیبنیتسا (به صربی: Sibnica) یک منطقهٔ مسکونی در صربستان است که در کرالیفو واقع شده‌است.